# Rosina Amenebede
Rosina Amenebede (née le 24 décembre 1985 à Accra) est une athlète ghanéenne, spécialiste du 100 mètres haies.

## Biographie

### Palmarès
| Date | Compétition            | Lieu       | Résultat | Épreuve     | Performance |
| ---- | ---------------------- | ---------- | -------- | ----------- | ----------- |
| 2006 | Championnats d'Afrique | Bambous    | 5e       | 100 m haies | 14 s 48     |
| 2007 | Jeux africains         | Alger      | 6e       | 100 m haies | 13 s 85     |
| 2010 | Championnats d'Afrique | Nairobi    | DSQ      | 100 m haies | —           |
| 2010 | Championnats d'Afrique | Nairobi    | 3e       | 4 x 100 m   | 45 s 40     |
| 2010 | Jeux du Commonwealth   | New Delhi  | 2e       | 4 x 100 m   | 45 s 24     |
| 2012 | Championnats d'Afrique | Porto-Novo | 2e       | 4 x 100 m   | 44 s 35     |

### Records
| Épreuve          | Performance | Lieu  | Date            |
| ---------------- | ----------- | ----- | --------------- |
| 100 mètres haies | 13 s 85     | Alger | 20 juillet 2007 |